# 李宛儒
李宛儒（1988年2月13日—），曾為台視新聞和三立新聞台專任主播記者。現在主業經營甜點店鋪【居樂堂甜舖】，2020年除重返三立兼任《我們一家人plus》節目特約專題記者外，4月起擔任《FoodSeason 食時可樂》所屬品牌《FoodGo Box今晚想自己煮》、發言人至今。

## 學歷
- 新北市私立金陵女子高級中學國中部
- 臺北市立松山高級中學
- 國立臺灣師範大學地理學系
- 國立臺灣大學地理環境資源研究所碩士

## 經歷
- 台北YWCA董事
- 2012－2018.1台視主播、記者、主持人
- 2018.2－2019.2三立新聞台專任主播、記者
- 2020.4-今 三立新聞台《我們一家人Plus》節目特約記者
- 2021 myVideo、公視+《池塘怪談》飾演 電視新聞主播
- 2021 Netflix《比悲傷更悲傷的故事：影集版》飾演 電視新聞主播

## 榮譽
| 年份   | 獲提名                           | 獎項                 | 結果 |
| ------ | -------------------------------- | -------------------- | ---- |
| 2013年 | 報導飲料連鎖店木瓜牛奶非新鮮現切 | 該年消費者權益報導獎 | 獲獎 |

## 外部連結
- 中英雙語主持人李宛儒 Bilingual Host Gladys Lee的Facebook專頁
- Gladys Lee 李宛儒的Instagram帳戶
- YouTube上的李宛儒頻道